# Гаман-Голутвина, Оксана Викторовна
Окса́на Ви́кторовна Гаман-Голутвина (род. 14 ноября 1960 года, Киев, Украинская ССР, СССР) — российский политолог. Научный руководитель Высшей партийной школы партии «Единая Россия». Кандидат философских наук, доктор политических наук, профессор. Профессор МГИМО и ВШЭ. Член-корреспондент РАН (2019). Заместитель председателя Общественного Совета при Министерстве образования и науки РФ. Член Общественной палаты РФ (Комиссия по развитию образования и науки). Президент Российской ассоциации политической науки (с 2010 г.). Член Общественной палаты Москвы. Член Экспертного Совета партии «Единая Россия». Постоянный член Исполкома Исследовательского комитета «Политические элиты» Международной ассоциации политической науки (IPSA). Представитель России в Исполкоме Европейской конфедерации ассоциаций политической науки (ECPSA). Руководитель Центра ответственности при Министерстве образования и науки РФ по формированию предложений относительно контрольных цифр бюджетного приема по политическим наукам и регионоведению. Член Совета по грантам Президента РФ для ведущих научных школ и молодых ученых. Член Совета по грантам Президента РФ для талантливых студентов. Член Международного экспертного совета МГИМО (МЭС). Председатель Совета образовательных программ бакалавриата и магистратуры по направлению «Политология» Санкт-Петербургского университета. Председатель Международного консультативного совета журнала «ПОЛИС». Член редколлегий журналов «World Political Science», «Власть», «Ценности и смыслы», «Ислам в современном мире», «Право и управление. XXI век», «Вестник МГИМО МИД России», «Контуры глобальных трансформаций», «Политическая экспертиза».

## Образование и учёные степени
Окончила философский факультет Киевского государственного университета им. Т. Г. Шевченко (1983 год, с отличием) и аспирантуру философского факультета Московского государственного университета имени М. В. Ломоносова (1987 год). Кандидат философских наук (1987 год, тема диссертации: «Человек как субъект исторического творчества»), доктор политических наук (1998 год, тема диссертации: «Политические элиты России: закономерности формирования и тенденции эволюции»), профессор.

## Научная и педагогическая деятельность
Преподавала в Российской академии государственной службы при Президенте Российской Федерации, с 1998 года — профессор кафедры политологии и политического управления. С 2006 года — профессор факультета политологии МГИМО (У) МИД России и факультета мировой экономики и мировой политики НИУ «Высшая школа экономики». С 2010 года — заведующая кафедрой сравнительной политологии МГИМО.
Сфера научных интересов: политическое лидерство, политические элиты, политическая культура и политическое сознание, этические аспекты политики, генезис административно-политической бюрократии и др.
Результаты исследований опубликованы в журналах и издательствах России, Германии, Великобритании, США, Нидерландов, Швейцарии, Бельгии, Польши, Чехии, Индии, Китая, Южной Кореи. Монография «Политические элиты России: вехи исторической эволюции» в 2008 г. была награждена первой премией «Лучшие книги и издательства года» в рамках конкурса Российской государственной библиотеки в номинации «Политология». Общее число публикаций — более 350.

## Общественная деятельность
В 2010 году была избрана президентом Российской Ассоциации политической науки на конференции РАПН. Член Международной Ассоциации политической науки и Совета по национальной стратегии.
В 2015 — 2020 годах — председатель Федерального учебно-методического объединения в системе высшего образования по укрупнённой группе специальностей и направлений подготовки «41.00.00 Политические науки и регионоведение».
В 2017 — 2020 годах и с 2020 года по настоящее время — член Общественной палаты РФ.
С 2019 года — член Общественной палаты Москвы.
С 2019 года — научный руководитель Высшей партийной школы «Единой России».

## Награды
- Орден Дружбы (2024)[6]
- Медаль ордена «За заслуги перед Отечеством» I степени (2018)
- Медаль ордена «За заслуги перед Отечеством» II степени (2014)
- Благодарность Президента РФ В.В.Путина (2018)
- Благодарность Президента РФ В.В.Путина (2012)
- Медаль Министерства обороны РФ «200 лет Министерству обороны» (2003)
- Медаль МГИМО МИД России в честь 200-летия Лазаревского института (2015)
- Почетные Грамоты ректора МГИМО
- Почетные Грамоты ректора Российской академии государственной службы при Президенте России
- Почетная Грамота Председателя Совета Российского гуманитарного научного фонда «За большой личный вклад в развитие гуманитарных наук» (2016)
- Лауреат общенациональной премии «Лучшие книги и издательства года» (2008)
- Лауреат общенациональной премии «Профессор года» в номинации «За вклад в науку и высшее образование» (2019)
- Лауреат конкурса «Золотые имена высшей школы» (2018)
- Лауреат конкурсов Российской ассоциации политической науки «Лучшие монографии и учебники» (2004, 2006, 2008, 2009, 2012, 2015, 2018)

## Основные работы
Книги:
- Бюрократия Российской империи. М., 1997.
- Политические элиты России: вехи исторической эволюции. М., 1998 (2-е изд. 2006).
- Цивилизация. Культура. Личность. М., 1999 (в соавт.).
- Политология. Учебник. / Отв. ред. В. С. Комаровский М., 2002 (автор глав).
- Политико-административное управление. Учебник. / Под общ. ред. В. С. Комаровского и Л. В. Сморгунова. М., 2004 (автор глав).
- Самые влиятельные люди России. Политические и экономические элиты России. М.: ИСАНТ, 2004. (отв. ред.)
- Политические элиты России: вехи исторической эволюции. М.: Росспэн, 2006.
- Парламентаризм в России и Германии: история и современность. М.: Россэн, 2006. (в соавт.).
- Административные реформы в контексте властных отношений: опыт постсоциалистических трансформаций. М.: РОССПЭН, 2008. (отв. ред.).
- Предварительные итоги и трудности постсоциалистических трансформаций // Политическое управление и публичная политика XXI века: государство, общество и политические элиты. М.: РОССПЭН, 2008.
- Эффективность государственного управления в Российской Федерации // Политическая система России. Доклад Института общественного проектирования. М., 2009. (в соавт.).
- Русская политическая мысль в 1920—1950-х годах: развития в условиях разобщенности (в соавторстве с А.Сытиным) // Российская политическая наука 1920-50-х годов. М.: РОССПЭН, 2009.
- Элиты и общество в сравнительной перспективе (коллективная монография). М.: РОССПЭН. 2011. (отв. ред.).
- Система государственного управления как инструмент антикризисной политики: оценка эффективности // Гаман-Голутвина О. В., отв. ред. Элиты и общество в сравнительной перспективе (коллективная монография). М.: РОССПЭН. 2011.
- Эволюция представлений о политической культуре в классической и современной общественно-политической мысли/ Политика в текстах — тексты в политике. М.: Изд-во МГУ. 2011.
- Инновации в политической сфере: роль государства // Динамика инноваций. Колл. монография под ред. В.Супруна Новосибирск: ФСПИ «Тренды». 2011.
- Инновации в политической сфере: роль государства. // Динамика инноваций. Колл. монография под ред. В.Супруна Новосибирск: ФСПИ «Тренды». 2011.
- О локальном и глобальном измерении трансформаций элит // Политические элиты в старых и новых демократиях. М., 2012. (отв. ред.).
- Политический класс в современном обществе. М.: Росспэн, 2012.
- Элиты в поисках утраченных смыслов // «Инновации как драйвер социо-культурного развития (коллективная монография под ред В. И. Супруна)». Новосибирск: ФСПИ «Тренды», 2012.
- Политический класс как предмет исследования; Политический класс: сущностные и структурные характеристики; Парламентский корпус современной России // Гаман-Голутвина О. В., отв. ред. Политический класс в современном обществе. М.: Росспэн, 2012.
- Эвристический потенциал теорий элит в изучении человеческого капитала // Человеческий капитал российских политических элит: Политико-психологический анализ. М.: РОССПЭН, 2012.
- Человеческий капитал политических элит и перспективы развития общества// Человеческий капитал российских политических элит: Политико-психологический анализ. М.: РОССПЭН, 2012.
- Блокадный Ленинград // Великая Отечественная война 1941—1945 годов. Том № 3. М.: Кучково поле. 2012.
- Гражданское общество и политические инновации // Гражданское общество в инновационном измерении. Колл. монография под ред. В. И. Супруна. Новосибирск: «Интерра». 2013.
- Современные подходы к пониманию феномена политической профессионализации // Сравнительная политология: трансформация мирового порядка, региональных режимов и государственности. М.: Аспект Пресс, 2013.
- Страны БРИК: элитообразование и внутриэлитные расколы относительно характера, направлений и скорости модернизации // Модернизация и демократизация в странах БРИКС: сравнительный анализ. Монография. М.: Аспект-Пресс, 2014.
- Председательство Латвии в ЕС-2015: «Восточное партнерство» вместо или вместе с Россией / Аналитический доклад. Москва, 2014. (в соавт. и ред.).
- Политические элиты в политическом пространстве // Российский Кавказ: проблемы, решения, перспективы. М.: Аспект-Пресс, 2015.
- Политические элиты // Политическая социология. Учебник. 2-изд. М.: Росспэн, 2015.
- Сравнительная политология. Учебник. М.: Аспект-Пресс, 2015. (отв. ред. и соавтор)
- Политическая элита как категория научного анализа // Современная элита России: политико-психологический анализ. М.: Аргамак Медиа, 2015.
- «Политическая наука в России: истоки и перспективы» в 5-ти томах. М.: Аспект Пресс, 2015—2016., в том числе (отв. ред. и соавтор): — История Российской ассоциации политической науки; — Структурные трансформации и развитие отечественных школ политологии; — Политическая наука перед вызовами глобального и регионального развития.
- Обществознание. Настольная книга ученика : учеб. пособие. М.: МГИМО-Университет, 2016. 2-изд (в соавт.).
- Метафизика элитных трансформаций в России на рубеже веков // Россия в XXI веке: политика, экономика, культура. М.: Аспект Пресс, 2016.

Некоторые статьи
- Стратегия развития в ценностном поле российской элиты. // Полития. 2000. № 1.
- Политическая элита: определение основных понятий. // ПолИс. 2000. № 3.
- Российские политические элиты: факторы эволюции // Элитизм в России: за и против. Пермь, 2002.
- Бюрократия и олигархия как альтернативы политического будущего России // Россия XXI. 2000. № 6.
- Группы интересов: ретроспектива // Россия-XXI. 2001. 6.
- Взаимодействие политических и экономических элит России: историческая ретроспектива и современное состояние // Россия в условиях трансформаций. 10. М., 2001.
- Российская интеллигенция и власть // Человеческий потенциал России: интеллектуальное, социальное, культурное измерения. М., 2002.
- Новейшие тенденции элитогенеза // Полис. 2008. № 6.
- Российская элитология: результаты и проблемы // Политическая наука в России: проблемы, направления, школы (1990—2007). М.: РОССПЭН, 2008.
- Эффективное государственное управление (стратегии, технологии) акторы и императивы посткризисной политики // Россия в условиях кризиса (материалы исследований) // Вестник РГНФ, 2009.
- Особенности мультикультурализма в современной Европе // Вестник МГИМО-Университета. 2011. № 3.
- Особенности мультикультурализма в современной Европе. // Вестник МГИМО-Университет. 2011. № 6.
- Антикризисный менеджмент в современном государственном управлении // Сравнительная политика. 2011. № 3.
- Метафизика элитных трансформаций в России // Полис (Политические исследования). 2012. № 4.
- Трансформации ценностных ориентаций российских элит в постсоветский период // Политическая концептология. 2012. № 3.
- В диалоге с собственной судьбой. К 90-летию А. А. Галкин // Полития. 2012. № 3.
- Мировой опыт реформирования систем государственного управления // Вестник МГИМО-Университет. 2013. № 4.
- Человеческий капитал в экономике знаний: управленческий аспект // Вестник МГИМО-Университета. 2013. № 3.
- Регионы в современной российской политике // ПОЛИС. 2013. № 4.
- Гуманитарная наука в современном обществе как воплощенное противоречие. Вопросы философии. 2014. № 8.
- Проект «Восточное партнерство» до и после «Майдана» // Вестник аналитики. Ч. 1-3.2014. № 3-4. 2015. № 1. (в соавт.).
- Политические элиты страны БРИК: опыт сравнительного анализа // Власть и элиты. Под ред. А. В. Дуки. Спб, 2015.
- Политическая наука перед вызовами современной политики // ПОЛИС. 2016. № 1.
- Политическая наука: современное состояние // Политическая наука. 2016. № 2. (отв. ред.)
- Политические элиты как объект исследований в отечественной политической науке // Политическая наука. 2016. № 2.
- Политология как междисциплинарная матрица // Международные процессы. 2016. № 1.
- Интеграционные процессы в фокусе исследований // Полис. № 2.
- Реальность и мифы современной отечественной политической культуры // Полис. 2016. № 3.

Публикации на иностранных языках:
- Comparative Analysis of the Political Elites in the CIS Counties // The Contemporary Study of Politics in Europe. Warsaw: Elipsa, 2007.
- Yeltsin, Putin and the Elites // Sociologische Zeitgeschichte. Berlin: Sigma, 2007.
- Political Elites in the Commonwealth of Independent States: Recruitment and Rotation Tendencies // Comparative Sociology. 2007. Volume 6. No 1-2.
- Political Elites in the Commonwealth of Independent States. In: Elites: New Comparative Perspectives. Ed. By M. Sasaki. Leiden-Boston: BRILL, 2008.
- State and State Bureaucracy in the Context of Public Administration Reforms. In: Oleinik A., ed. Reforming the State without changing the Model of Power? On Administrative Reform in Post-Socialist Countries, London and New York: Routledge, 2008.
- Changes in Elites Patterns // Europe-Asia Studies. Volume 60. No 6. 2008.
- The Changing Role of the State and State Bureaucracy in the Context of Public Administration Reforms: Russian and Foreign Experience // The Journal of Communist Studies and Transition Politics. Vol. 24. No 1. 2008.
- Changes in Elites Patterns // Europe-Asia Studies. Volume 60. No 6. 2008. 1 п. л. In: Oleinik, A., ed. Changing Power Relations without Changing Power Model. L., Routledge, 2009.
- Political Elites in the Commonwealth of Independent States // The Contemporary Studies of Politics in Europe. Warsaw, 2009.
- Dyczok M. and Gaman-Golutvina O., eds. Media, Democracy and Freedom. Bern: Peter Lang, 2009.
- Political Elites and Political Leadership in Russia. In: Joseph Masciulli, Mikhail A. Molchanov, and W. Andy Knight, eds., THE ASHGATE RESEARCH COMPANION TO POLITICAL LEADERSHIP: THEORIES, CASES, AND FUTURE CONTEXTS. Ahgate, 2009.
- Elites Studies in Russia: Main Directions, Results, and Challenges // Social and Political Transformation in Europe. Berlin, 2010.
- Post-Soviet Elites: Structure Shifting and Value Orientations/20 Years of Post-Soviet Development. Seoul: Institute of Russian Studies, Hankuk University of Foreign Studies. 2011
- Russian Society and Elites in 1989—2009: Transformation Results and Future Perspectives Transitions // Transformations: Trajectories of Social, Economic and Political Change after Communism. Historical Social Research). Special Issue. Berlin, 2011.
- Post-Soviet Elites: Structure Shifting and Value Orientations // 20 Years of Post-Soviet Development. Seoul: Institute of Russian Studies, Hankuk University of Foreign Studies. 2011.
- Professor John Higley: Political Science as a Vocation and a Profession // John Higley in Political Science. University of Texas. Austin, 2012.
- Parliamentary representation and MPs in Russia: historical retrospective and comparative perspective // Parliamentary Elites in Central and Eastern Europe. Ed. by E.Semenova, M. Edinger and H. Best. London, Routledge, 2014.
- Lidsky capital politickych elit a perspektivy rozvoje spolecnosti // Iliceva L., Komarovskij V., Prorok V. a kolektiv. Rusko ve 21. Stoleti. Politika, Ekonomika, Kultura. 2014 (на чешском языке).
- Gaman-Golutvina O., Ponomareva E., Shishelina L. «Latvian Presidency in EU-2015». Analytical report. Moscow, 2014.
- Rewolucja elit w Rosji poradzieckiej. W knige: «Rosja XXI wiek. Geopolityka.Gospodarka. Kultura.» Red.M.Wilk. Lodz, 2014 (на польском языке).[3]